# Lentowka
Lentowka (russisch Лентовка, baschkirisch Лентовка) ist ein Dorf in Baschkortostan (Russland). Es liegt im Jengalyschewski selsowet.

## Geographie
Der Ort liegt im Tschischminski rajon, 40 Kilometer bzw. 42 Straßenkilometer vom Verwaltungssitz des Rajons, Tschischmy, entfernt. Das Verwaltungszentrum des selsowets, Jengalyschewo, liegt in 3 Kilometern Abstand von Lentowka.

## Bevölkerung
Im Jahr 2010 lebten 21 Menschen im Dorf, die meisten davon Russen und Ersja.
| Jahr | Einwohner |
| ---- | --------- |
| 2002 | 27        |
| 2009 | 28        |
| 2010 | 21        |